# 알렉스 키드: 더 로스트 스타즈
《알렉스 키드: 더 로스트 스타즈》는 세가가 제작한 1986년 아케이드 플랫폼 게임이다. 《알렉스 키드》 시리즈 두 번째 작품이자 《알렉스 키드의 미라클 월드》의 후속작으로, 세가의 아케이드 기판 세가 시스템 16A로 개발됐다. 플레이어는 알렉스와 스텔라 중 하나를 선택해 진행하며, 동시 2인 협동 플레이를 지원한다.
1988년 일인용으로 간추린 세가 마스터 시스템 이식판이 출시됐다. 2009년에 Wii 버추얼 콘솔을 통해 세가 마스터 시스템판이 디지털 재발매됐다.

## 평가
일본 잡지 〈게임 머신〉 1988년 2월 1일호에서 해당 게임을 그 달 13번째로 가장 성공적인 아케이드 게임으로 선정했다.

## 참조

### 내용주
1. ↑  영어: Alex Kidd: The Lost Stars, 일본어: アレックスキッド ザ・ロストスターズ